# Sottomarini (singolo)
Sottomarini è un singolo del cantautore italiano Mahmood, pubblicato il 21 febbraio 2025 come secondo estratto dalla riedizione digitale del terzo album in studio Nei letti degli altri.

## Descrizione
Si tratta di una ballata scritta interamente dallo stesso cantautore e prodotta da Davide Simonetta, in arte d.whale.

## Promozione
Il brano è stato presentato in anteprima il 15 febbraio 2025 durante l'ospitata del cantautore nella finale della 75ª edizione del Festival di Sanremo.

## Tracce
Testi di Alessandro Mahmoud, musiche di Davide Simonetta.
1. Sottomarini – 2:53

## Classifiche
| Classifica (2025) | Posizione massima |
| ----------------- | ----------------- |
| Italia            | 58                |